# Liste der denkmalgeschützten Objekte in Innsbruck-Amras
Die Liste der denkmalgeschützten Objekte in Innsbruck enthält die 24 denkmalgeschützten, unbeweglichen Objekte der Innsbrucker Katastralgemeinde Amras.

## Denkmäler
| Foto |                 | Denkmal | Standort                                             | Beschreibung | Metadaten |
| ---- | --------------- | --- | ---------------------------------------------------- | --- | --- |
| BW   | Datei hochladen | Wandbild „Erzherzog Ferdinand II. und Philippine Welser auf der Jagd“ HERIS-ID: 239144seit 2022                                                   | Aldranser Straße 15 Standort KG: Amras               | Das großformatige Wandbild befand sich im Frühstücksraum des ehemaligen, 1891 eröffneten Hotels Schönruh. Es wurde 1912 von Rafael Thaler geschaffen und zeigt Ferdinand II. und seine Frau Philippine Welser bei der Jagd. Bevor das ganze Ensemble Schönruh 2022 abgerissen wurde, wurde das Wandbild der Burghauptmannschaft Österreich geschenkt. Es wurde abgenommen, konserviert und soll im Untergeschoß von Schloss Ambras ausgestellt werden. Anmerkung: Standort nicht (mehr) korrekt, Gebäude wurde abgerissen | BDA-Hist.: Q112977765 Status: § 57-Mandatsbescheid Stand der BDA-Liste: 2025-06-30 Name: Wandbild „Erzherzog Ferdinand II. und Philippine Welser auf der Jagd“ GstNr.: 3090                                     |
| ja   | Datei hochladen | Dorfbrunnen HERIS-ID: 84033 Objekt-ID: 98095 TKK: 115940                                                                                          | Geyrstraße Standort KG: Amras                        | Der Brunnen besteht aus einem ovalen Steintrog, der mit 1864 datiert ist und einer viereckigen hölzernen Brunnensäule mit einer geschnitzten Statue des hl. Florian unter einem Blechdach. | BDA-Hist.: Q38181997 Status: § 2a Stand der BDA-Liste: 2025-06-30 Name: Dorfbrunnen GstNr.: 2867/1 |
| ja   | Datei hochladen | Egerdachkapelle zum Hl. Kreuz HERIS-ID: 39522 Objekt-ID: 39288 TKK: 115971                                                                        | neben Hermann-Gmeiner-Straße 54 Standort KG: Amras   | Dieses Kirchlein verdankt seine Errichtung dem einstigen „Kurbad“ Egerdach, dessen Quellen im Jahre 1620 von P. Pompanin entdeckt worden sind. Wie für derartige Bäder typisch, ließ der Entdecker, den „das neu erfundene Prunnenwasser zu Egerdach“ am 22. Mai 1620 verliehen worden ist, bei der Quelle ein ganzes Gebäude-Ensemble entstehen: das Badhaus, einen Gasthof und dieses kleine Kirchlein. Die Kapelle ging 1980 in das Eigentum des Vereines SOS-Kinderdorf Imst über. In den Jahren 1997/98 wurde die Kapelle mit Unterstützung der Stadt Innsbruck, des Landes Tirol und des Bundesdenkmalamts restauriert. Im Inneren befindet sich ein Deckenfresko Glorie des Kreuzes. | BDA-Hist.: Q37989868 Status: Bescheid Stand der BDA-Liste: 2025-06-30 Name: Egerdachkapelle zum Hl. Kreuz GstNr.: 548/2 Egerdachkapelle                                                                         |
| ja   | Datei hochladen | Widum HERIS-ID: 55260 Objekt-ID: 63844 TKK: 116087                                                                                                | Kirchsteig 9 Standort KG: Amras                      | Der zweigeschoßige Bau mit Walmdach wurde 1841 errichtet. | BDA-Hist.: Q38064358 Status: § 2a Stand der BDA-Liste: 2025-06-30 Name: Widum GstNr.: 114 |
| ja   | Datei hochladen | Kath. Pfarrkirche Mariae Himmelfahrt mit Friedhof und Totenkapelle (Kriegerdenkmal) HERIS-ID: 110505 Objekt-ID: 128210 TKK: 16401, 118691, 116086 | neben Philippine-Welser-Straße 98 Standort KG: Amras | 1221 wurde die erste Kirche geweiht, die seit 1259 von Prämonstratenser-Chorherren des Stiftes Wilten betreut wurde. Sie war den heiligen Pankraz und Zeno geweiht, später kam der hl. Wolfgang hinzu, seit 1408 ist das Patrozinium Mariä Himmelfahrt. 1489 wurde die heutige dreijochige spätgotische Kirche geweiht, die als einzige Kirche am Innsbrucker Talboden bis heute ihren markanten gotischen Turm mit Spitzhelm behalten hat. Die große Glocke des Läutwerks wurde 1491 vom Glockengießer Peter Löffler in Hötting gegossen. 1677, 1712 und 1756 wurde das Innere barockisiert, Josef Adam Mölk schuf die Deckenfresken. An der nördlichen Langschiffwand wurden spätgotische Wandmalereien mit Resten eines Passionszyklus vom Ende des 15. Jahrhunderts freigelegt. | BDA-Hist.: Q37819175 Status: § 2a Stand der BDA-Liste: 2025-06-30 Name: kath. Pfarrkirche Mariae Himmelfahrt mit Friedhof und Totenkapelle (Kriegerdenkmal) GstNr.: .69/1, 3014 Pfarrkirche Amras               |
| ja   | Datei hochladen | Bildstock, Getznersäule HERIS-ID: 86831 Objekt-ID: 101166 TKK: 116161                                                                             | Philippine-Welser-Straße Standort KG: Amras          | Die gotische Bildsäule wurde 1418 von Marx Getzner gestiftet. Die über 3 Meter hohe Säule aus rötlichem Kramsacher Marmor zeigt im Aufsatz das Relief einer Kreuzigungsgruppe und darunter das Wappen der Getzner, ein Eichhörnchen. 1933 wurde die Säule im Arkadengang des Kornschüttgebäudes von Schloss Ambras aufgestellt und durch eine bereits 1913/14 von Andreas Hinterholzer angefertigte Kopie ersetzt, die 1964 wegen einer Straßenverbreiterung diagonal über die Kreuzung versetzt wurde. | BDA-Hist.: Q37717179 Status: § 2a Stand der BDA-Liste: 2025-06-30 Name: Bildstock, Getznersäule GstNr.: 2872 |
| ja   | Datei hochladen | KZ-Mahnmal Reichenau HERIS-ID: 81529 Objekt-ID: 95307 TKK: 116194                                                                                 | Roßaugasse 4 Standort KG: Amras                      | Das Mahnmal Reichenau zum Gedenken an die Opfer des Lagers Reichenau wurde 1972 auf Anregung des „Bundes der Opfer des politischen Freiheitskampfes“ enthüllt. Inschrift: Hier stand in den Jahren 1941–1945 das Gestapo Auffanglager Reichenau. In dem Patrioten aus allen von National- sozialismus besetzten Ländern inhaf- tiert und gefoltert wurden. Viele von ihnen fanden hier den Tod. | BDA-Hist.: Q38175972 Status: § 2a Stand der BDA-Liste: 2025-06-30 Name: KZ-Mahnmal Reichenau GstNr.: 917/2 |
| ja   | Datei hochladen | Schlosskellergebäude Alter Schloßwirt HERIS-ID: 55258 Objekt-ID: 63842 TKK: 116215                                                                | Schloßstraße 16 Standort KG: Amras                   | Das vor 1839 entstandene Schlosswärterhaus befindet sich an der Südostecke des Rüstkammertraktes von Schloss Ambras und dient heute als Gaststätte „Schlosswirt“. Das Gebäude ist aufgrund der Hanglage teils ein-, teils zweigeschoßig und mit einem Krüppelwalmdach gedeckt. | BDA-Hist.: Q38064348 Status: § 2a Stand der BDA-Liste: 2025-06-30 Name: Schlosskellergebäude Alter Schloßwirt GstNr.: .94                                                                                       |
| ja   | Datei hochladen | Anlage Schloss Ambras mit Gartenanlage HERIS-ID: 85912 Objekt-ID: 100164 TKK: 15446                                                               | Schloßstraße 20 Standort KG: Amras                   | Im 10. Jahrhundert besaßen die Grafen von Andechs die Burg, die 1133 zerstört und ab 1288 neu gebaut wurde. Sie wurde mehrmals erweitert und umgebaut, unter anderem 1516–1518 unter Kaiser Maximilian I. Ferdinand II. ließ sie um 1560 zu einer geschlossenen, viergeschoßigen und vierflügeligen Anlage mit rechteckigem Innenhof im Renaissancestil umbauen. 1570–1572 wurde der Spanische Saal als Festsaal, 1572–1583 das Unterschloss errichtet, etwa zur selben Zeit wurde der Schlosspark angelegt. 1855–1862 ließ Erzherzog Karl Ludwig das Schloss neugotisch umgestalten. Auch die ursprünglich 1330 geweihte Kapelle wurde neugotisch umgestaltet und von August von Wörndle mit Fresken versehen. Seit 1880 dient das Schloss als Museum. | BDA-Hist.: Q700764 Status: Bescheid Stand der BDA-Liste: 2025-06-30 Name: Anlage Schloss Ambras mit Gartenanlage GstNr.: .40, .77, .99, 199, 200, 201, 202/1, 202/2, 203, 205, 2992/2, 2993/1 Ambras Castle     |
| ja   | Datei hochladen | Ehem. Doppelvolksschule Pradl Ost, heute Schulanlage Siegmairstraße-Lönsstraße HERIS-ID: 77368 Objekt-ID: 90994 TKK: 44981                        | Siegmairstraße 1 Standort KG: Amras                  | Die Schulanlage wurde als Doppelvolksschule Pradl-Ost von 1957 bis 1960 nach Plänen von Charlotte und Karl Pfeiler errichtet. Die Anlage über H-förmigem Grundriss beherbergt 34 Klassenzimmer, zwei Turnsäle, einen Festsaal und zahlreiche Nebenräumlichkeiten. Die Schule enthält zahlreiche Kunst-am-Bau-Objekte aus der Erbauungszeit, darunter ein Relief mit Darstellungen des Sports an der Seitenwand des Turnsaals sowie Wandbilder mit Szenen aus den Bundesländern und Märchenbildern von Fritz Berger, eine Eisenbetonplastik des Riesen Haymon im Kampf mit dem Drachen von Claudius Molling, ein Glasfenster und Wandbilder mit Vögeln und Blumen von Gerhild Diesner, Wandbilder mit Verkehrsszenen von Walter Honeder, ein Sgraffito mit Darstellung der vier Jahreszeiten von Maria Rehm sowie Wandbilder mit Märchen-, Tier- und Familienmotiven von Helmut Rehm. | BDA-Hist.: Q38149117 Status: Bescheid Stand der BDA-Liste: 2025-06-30 Name: Ehem. Doppelvolksschule Pradl Ost, heute Schulanlage Siegmairstraße-Lönsstraße GstNr.: 1504/5 Schulanlage Siegmairstraße-Lönsstraße |
|      | Datei hochladen | Grenzstein am Weg zur Vogelhütte HERIS-ID: 83510 Objekt-ID: 97522 TKK:                                                                            | Tummelplatzweg KG: Amras GstNr.: 2333/1              | | BDA-Hist.: Q38180785 Status: § 2a Stand der BDA-Liste: 2025-06-30 Name: Grenzstein am Weg zur Vogelhütte |
| ja   | Datei hochladen | Grenzstein am Weg zur Vogelhütte HERIS-ID: 83511 Objekt-ID: 97523 TKK:                                                                            | Tummelplatzweg Standort KG: Amras                    | | BDA-Hist.: Q38180795 Status: § 2a Stand der BDA-Liste: 2025-06-30 Name: Grenzstein am Weg zur Vogelhütte GstNr.: 2310                                                                                           |
| ja   | Datei hochladen | Soldatenfriedhof HERIS-ID: 82898 Objekt-ID: 96750 TKK: 74374                                                                                      | Wiesengasse Obj. 2 Standort KG: Amras                | Der Friedhof wurde während des Ersten Weltkriegs 1917 angelegt und 1945 erweitert. Die langgestreckte Anlage ist im Osten und Südosten von einer Umfassungsmauer umgeben und durch Wege in neun ungleich große Grabfelder unterteilt. Die Soldaten sind entsprechend ihrer Herkunft in verschiedenen Bereichen bestattet. Der italienische Teil besteht aus gleich gestalteten Steinkreuzen und einem 1920 errichteten turmartigen Steinmonument im Zentrum. Am Tiroler Teil befindet sich ein gemauerter Altar mit Kruzifix. Im mohammedanischen Teil sind Soldaten der bosnisch-herzegowinischen Regimenter bestattet, die Gräber sind mit Steinpfeilern mit aufgesetzten rot-schwarzen Fezen versehen. Der russische Teil wurde 1949 angelegt und beherbergt Gemeinschaftsgräber aus Kunststein und einen Rundobelisk mit Sowjetstern im Zentrum. Die restlichen Gräber sind hauptsächlich mit schwarz gestrichenen Schmiedeeisen- oder Aluminiumkreuzen versehen. Anmerkung: Identadresse Amraser Straße | BDA-Hist.: Q24707872 Status: § 2a Stand der BDA-Liste: 2025-06-30 Name: Soldatenfriedhof GstNr.: 1653/2 Soldatenfriedhof Amras                                                                                  |
| ja   | Datei hochladen | Kreuzkapelle (Jubiläumskapelle bzw. Kreuzwegkapelle) HERIS-ID: 89043 Objekt-ID: 103639 TKK: 42027                                                 | Standort KG: Amras                                   | Die neugotische Kapelle am Tummelplatz mit Strebepfeilern, Spitzbogenportal, Satteldach und Dachreiter wurde 1897 nach Plänen von Johann Wunibald Deininger errichtet. Das Fresko an der Giebelfassade wurde 1917 von Toni Kirchmayr geschaffen und zeigt einen Leichenzug mit Soldaten vor dem Hintergrund der Dolomiten und darüber eine Pietà. Der einjochige Innenraum weist ein grätiges Sterngewölbe auf. Die Apsis mit dreiseitigem Schluss ist durch eine Stufe erhöht und wird durch seitliche Spitzbogenfenster belichtet. Das Fresko des Auferstandenen an der Altarwand wurde 1970 von Anton Plattner gemalt. | BDA-Hist.: Q37731602 Status: Bescheid Stand der BDA-Liste: 2025-06-30 Name: Kreuzkapelle (Jubiläumskapelle bzw. Kreuzwegkapelle) GstNr.: .252 Kreuzkapelle Tummelplatz, Innsbruck                               |
| ja   | Datei hochladen | Kaiserschützenkapelle HERIS-ID: 89045 Objekt-ID: 103641 TKK: 42028                                                                                | Tummelplatz Standort KG: Amras                       | Die Kaiserschützenkapelle wurde 1922 als Ergebnis eines Wettbewerbes nach einem Entwurf von Clemens Holzmeister von Theodor Prachensky errichtet. Die wandhohen Fresken zweier Kaiserschützen zu beiden Seiten des mächtigen Spitzbogenportals stammen von Alfons Walde unter Mitarbeit von Andreas Einberger (1924). Der Innenraum weist eine flache Holzdecke auf, das überlebensgroße Kruzifix wurde um 1920 von Peter Sellemond geschaffen. | BDA-Hist.: Q37731646 Status: Bescheid Stand der BDA-Liste: 2025-06-30 Name: Kaiserschützenkapelle GstNr.: 2288/1, 2289/1                                                                                        |
| ja   | Datei hochladen | Heilig-Kreuz-Kapelle HERIS-ID: 89047 Objekt-ID: 103643 TKK: 42029                                                                                 | Standort KG: Amras                                   | Die gotisierende Kapelle mit steilem Satteldach wurde 1884 zur Erinnerung an den Gründer des Tummelplatzes Johann Georg Sokopf errichtet. Der hohe Giebel zeigt ein Fresko des Auferstandenen, die Pfeiler seitlich der Spitzbogennische je ein Gemälde eines Engels mit Leidenswerkzeugen. In der tiefen, kreuzgratgewölbten Nische befindet sich ein hölzernes Kruzifix. | BDA-Hist.: Q37731667 Status: Bescheid Stand der BDA-Liste: 2025-06-30 Name: Heilig-Kreuz-Kapelle GstNr.: 2287, 2282                                                                                             |
| ja   | Datei hochladen | Schmerzensmannstöckl HERIS-ID: 89052 Objekt-ID: 103648 TKK: 42030                                                                                 | Standort KG: Amras                                   | Der gotisierende Bildstock mit Satteldach und Spitzbogennische enthält eine vollplastisch geschnitzte Andachtsfigur des Christus in der Rast aus der Mitte des 19. Jahrhunderts. | BDA-Hist.: Q37731686 Status: Bescheid Stand der BDA-Liste: 2025-06-30 Name: Schmerzensmannstöckl GstNr.: 2282                                                                                                   |
| ja   | Datei hochladen | Antoniuskapelle HERIS-ID: 89055 Objekt-ID: 103651 TKK: 42031                                                                                      | Standort KG: Amras                                   | Die Kapelle mit einfachem Satteldach stammt aus dem 19. Jahrhundert. In der vergitterten Nische befindet sich ein Altar mit zwei gedrehten Halbsäulen und einem spätbarocken, weitgehend übermalten Leinwandbild mit der Darstellung des hl. Antonius von Padua vor der Madonna mit Kind. | BDA-Hist.: Q37731729 Status: Bescheid Stand der BDA-Liste: 2025-06-30 Name: Antoniuskapelle GstNr.: 2279, 2282 Antoniuskapelle Tummelplatz, Innsbruck                                                           |
| ja   | Datei hochladen | Lourdeskapelle HERIS-ID: 89056 Objekt-ID: 103652 TKK: 42032                                                                                       | Tummelplatz Standort KG: Amras                       | Der neugotische Bau mit steilem Satteldach und spitzbogigen Tür- und Fensteröffnungen wurde von der Familie Kremser gestiftet und 1884 geweiht. Im tonnengewölbten Inneren befindet sich hinter einem barockisierenden Schmiedeeisengitter mit bekrönendem Marienmonogramm eine Lourdesgrotte. | BDA-Hist.: Q37731749 Status: Bescheid Stand der BDA-Liste: 2025-06-30 Name: Lourdeskapelle GstNr.: 2279 |
| ja   | Datei hochladen | Josefskapelle HERIS-ID: 89059 Objekt-ID: 103655 TKK: 42033                                                                                        | Tummelplatz Standort KG: Amras                       | Die barockisierende Kapelle mit Lisenengliederung, Hohlkehlgesims und Satteldach wurde vor 1853 errichtet. In der vergitterten Rundbogennische befindet sich eine Holzskulptur des hl. Josef mit Kind und Lilie aus der Mitte des 19. Jahrhunderts. | BDA-Hist.: Q37731766 Status: Bescheid Stand der BDA-Liste: 2025-06-30 Name: Josefskapelle GstNr.: 2287 |
| ja   | Datei hochladen | Kaiserjägerdenkmal HERIS-ID: 89062 Objekt-ID: 103658 TKK: 42034                                                                                   | Tummelplatz Standort KG: Amras                       | Das Denkmal der vier Kaiserjägerregimenter in Form einer Lichtsäule wurde 1918 errichtet. Das steinerne Denkmal besteht aus einer Säule in Form eines stilisierten Baumstamms und einem kubischen Aufbau mit Reliefs, der von einem geschwungenen Kegeldach und einem Adler bekrönt wird. Die Reliefs wurden von Virgil Rainer geschaffen und zeigen an der Vorderseite den Auferstandenen, darunter das Innsbrucker Wappen und auf der Rückseite Christus Salvator mit zwei männlichen Assistenzfiguren, darunter ein Wappen mit aufsteigendem Hirschen. | BDA-Hist.: Q37731781 Status: Bescheid Stand der BDA-Liste: 2025-06-30 Name: Kaiserjägerdenkmal GstNr.: 2287 |
| ja   | Datei hochladen | Denkmal der reitenden Tiroler Kaiserschützen HERIS-ID: 89065 Objekt-ID: 103661 TKK: 42035                                                         | Tummelplatz Standort KG: Amras                       | Das klassizierende Denkmal aus Kunststein mit Sockel, Aufsatz und bekrönenden Eckstücken wurde um 1920 zum Gedenken an die gefallenen reitenden Tiroler Kaiserschützen errichtet. | BDA-Hist.: Q37731848 Status: Bescheid Stand der BDA-Liste: 2025-06-30 Name: Denkmal der reitenden Tiroler Kaiserschützen GstNr.: 2287                                                                           |
| ja   | Datei hochladen | Denkmal der Studentenverbindung Amelungia HERIS-ID: 89066 Objekt-ID: 103662 TKK: 42036                                                            | Tummelplatz Standort KG: Amras                       | Das Denkmal wurde um 1920 zur Erinnerung an die im Ersten Weltkrieg gefallenen Mitglieder der Studentenverbindung Amelungia errichtet. Das überdachte Kruzifix weist einen expressiven Corpus im Dreinageltypus aus, Christus ist mit Segensgestus dargestellt. | BDA-Hist.: Q37731869 Status: Bescheid Stand der BDA-Liste: 2025-06-30 Name: Denkmal der Studentenverbindung Amelungia GstNr.: 2287                                                                              |
| ja   | Datei hochladen | Denkmal der Studentenverbindung Brixia HERIS-ID: 89067 Objekt-ID: 103663 TKK: 42037                                                               | Tummelplatz Standort KG: Amras                       | Das Denkmal der Studentenverbindung Brixia wurde Ende des 19. Jahrhunderts errichtet. Das einfache Wegkreuz mit Bretterkasten zeigt einen gotisierenden Corpus im Dreinageltypus. | BDA-Hist.: Q37731898 Status: Bescheid Stand der BDA-Liste: 2025-06-30 Name: Denkmal der Studentenverbindung Brixia GstNr.: 2288/1                                                                               |